# Atanas Zafirow
Atanas Zafirow Zafirow, bułg. Атанас Зафиров Зафиров (ur. 29 września 1971 w Burgasie) – bułgarski polityk, deputowany, lider Bułgarskiej Partii Socjalistycznej, od 2025 wicepremier.

## Życiorys
Ukończył finanse oraz historię na Uniwersytecie Wielkotyrnowskim im. Świętych Cyryla i Metodego. Został też absolwentem bezpieczeństwa narodowego w Akademii Wojskowej im. Georgiego Rakowskiego. W 2014 objął funkcję przewodniczącego bułgarskiej federacji rugby.
W połowie lat 80. został członkiem komunistycznej młodzieżówki DKMS. Na początku lat 90. dołączył do postkomunistycznej Bułgarskiej Partii Socjalistycznej, kierował regionalnymi strukturami partii, został też wiceprzewodniczącym krajowych struktur BSP. Pracował przez kilka lat w administracji lokalnej.
W latach 2013–2017 sprawował mandat posła do Zgromadzenia Narodowego 42. i 43. kadencji. Powrócił do parlamentu w wyniku wyborów z kwietnia 2021. Mandat deputowanego utrzymywał na kolejne kadencje w lipcu 2021, listopadzie 2021, październiku 2022, kwietniu 2023, czerwcu 2024 i październiku 2024.
W czerwcu 2024 został tymczasowym przewodniczącym bułgarskich socjalistów. W styczniu 2025 dołączył do nowo powołanego rządu Rosena Żelazkowa, obejmując w nim stanowisko wicepremiera. W następnym miesiącu wybrano go na przewodniczącego BSP.